# Jeb Patton

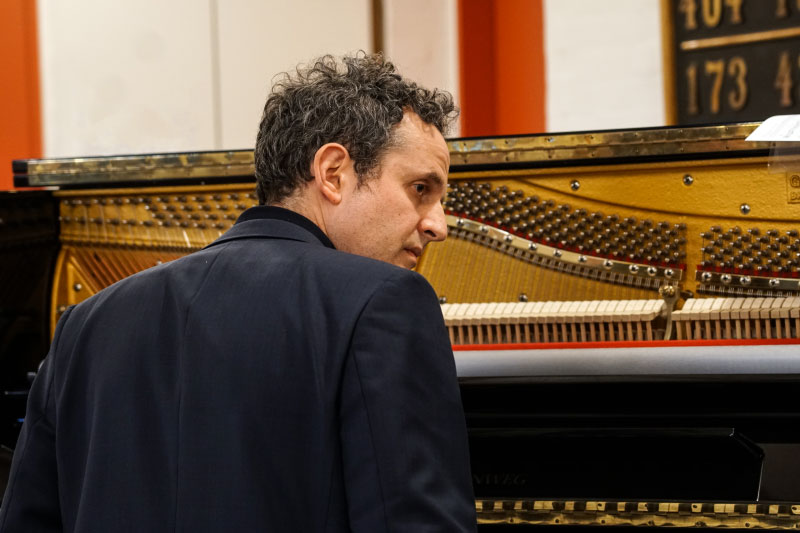
Jeb Patton
Aarhus, Dänemark 2020

Jeb Patton (* 17. August 1974 in Kensington, Montgomery County, Maryland) ist ein US-amerikanischer Jazzmusiker (Piano, Arrangement, Komposition) des Modern Jazz.

## Leben und Wirken
Patton studierte an der Duke University, wo er Unterricht bei Tibor Szasz, Douglas Buys und Jane Hawkins hatte. Er spielte in dieser Zeit auch im Duke Jazz Ensemble unter Leitung von Paul Jeffrey, mit dem 1994 erste Aufnahmen entstanden (Tribute to Trane). Nach Erwerb des Bachelor of Arts and Sciences mit Auszeichnung (magna cum laude) arbeitete er als Musiker und Arrangeur in den USA und Europa. Das Masterstudium absolvierte er an der Aaron Copland School of Music, am Queens College und an der City University of New York, wo er Unterricht bei Roland Hanna und Jimmy Heath. Mit dem Masterabschluss (summa cum laude) erhielt er 1997 auch den Louis Armstrong Award für Komposition der ASCAP Foundation. Nach Studienabschluss tourte er mit den Heath Brothers und mit Jimmy Heath’ Generations Quintet; 1996 zog er nach New York. Dort arbeitete er außerdem mit Charles McPherson, Winard Harper, Antonio Hart, Jon Faddis, Lewis Nash, Sachal Vasandani, Roberta Gambarini, Javon Jackson, James Moody, Diego Urcola, Jeremy Pelt, Keter Betts, Eddie Locke und Marlene VerPlanck. 2006 legte er sein Debütalbum A Lovesome Thing vor. 2019 spielte er im Jeremy Pelt Quartet.
Beeinflusst von Roland Hanna beschäftigte sich Patton auch mit klassischer Musik. Als Solist konzertierte er u. a. im Queensborough Community College mit Chopin-Balladen, ferner mit der New York Philomusica, mit dem er Duke Ellingtons Musik aufführte. Außerdem trat er mit dem Coleridge-Taylor Perkinson's New Black Music Repertory Ensemble auf. Patton unterrichtet Piano, Improvisation, Transkription und Gehörtraining am Queens College und am Five Towns College in Dix Hills, New York.
Im Bereich des Jazz war er zwischen 1994 und 2022 an 55 Aufnahmesessions beteiligt, u. a. auch mit Dmitry Baevsky, Josh Levinson, Mike Melito und Jacob Artved.

## Diskographische Hinweise
- New Strides (Max Jazz, 2007), mit Jimmy Heath, David Wong, Pete Van Nostrand, Tootie Heath
- Shades and Tones (CellarLive, 2014), mit Michael Rodríguez, Dion Tucker, Elena Pinderhughes, Dmitry Baevsky, David Wong,  Lewis Nash, Tootie Heath, Pete Van Nostrand
- Tenthish, Live in New York (CellarLive, 2018), mit David Wong, Rodney Green
- Dmitry Baevsky & Jeb Patton: We Two (2018)
- Shades and Tones (2018)
- Preludes (Cellar Live, 2023), mit John Ellis, Mike Rodriguez, David Wong, Quincy Davis